# Dzioborożec srebrnolicy
Dzioborożec srebrnolicy (Bycanistes brevis) – gatunek dużego ptaka z rodziny dzioborożców (Bucerotidae). Występuje we wschodniej Afryce. Nie jest zagrożony wyginięciem.

## Systematyka
Takson ten zgodnie z zasadami nazewnictwa binominalnego opisał Herbert Friedmann w 1929 roku na łamach „Proceedings of the New England Zoölogical Club”. Autor nadał mu nazwę Bycanistes cristatus brevis, uznając go za podgatunek Bycanistes cristatus – taksonu opisanego w 1835 roku z Abisynii przez Eduarda Rüppella jako Buceros cristatus, a obecnie traktowanego jako synonim, gdyż nazwa ta okazała się wcześniej zajęta – w 1816 roku Louis Jean Pierre Vieillot nadał nazwę Buceros cristatus gatunkowi przywiezionemu z Batawii w Indiach Holenderskich. Nazwa nadana przez Vieillota jest z kolei traktowana jako młodszy synonim Buceros bicornis (dzioborożca wielkiego).
Bycanistes brevis to gatunek monotypowy. W 1945 roku James Lee Peters opisał podgatunek omissus z Etiopii, ale nie jest on obecnie uznawany.

## Morfologia
Długość ciała: 60–70 cm; masa ciała: samce 1265–1400 g, samice 1050–1450 g.
Samice są mniejsze od samców, mają mniejszą i ciemniejszą narośl na dziobie oraz różową obrączkę oczną (u samców jest ona niebieskoczarna).

## Zasięg występowania
Afryka Wschodnia – od Etiopii i południowo-wschodniego Sudanu Południowego na południe po środkowy Mozambik i południowo-wschodnie Zimbabwe. Status występowania w Erytrei niepewny.

## Ekologia i zachowanie
BiotopZasiedla tropikalne lasy, a także luźne zadrzewienia. Występuje do 2600 m n.p.m.
Sezon lęgowyRaz dobrana para tworzy trwały związek monogamiczny. Gniazdo zakłada w dziuplach. Samica podczas okresu lęgowego zamurowuje się w dziupli od środka, używając do tego mułu, kału oraz resztek pożywienia. Pomaga jej w tym samiec, tworząc twardą ściankę z niewielkim otworem. Samica składa 1–2 jaja, które wysiaduje przez 40 dni, a przez ten czas jest karmiona przez samca.
PożywienieŻywi się owocami, jagodami, owadami i drobnymi kręgowcami. Schwytane drobne zwierzęta zabija uderzeniem dzioba i po podrzuceniu w górę połyka w całości.

## Status
Międzynarodowa Unia Ochrony Przyrody (IUCN) uznaje dzioborożca srebrnolicego za gatunek najmniejszej troski (LC, Least Concern). Liczebność populacji nie została oszacowana; ptak ten opisywany jest jako lokalnie pospolity, ale rozmieszczony plamowo. Trend liczebności oceniany jest jako spadkowy ze względu na utratę siedlisk.